# 士徽
士徽（粵語：Si6 Fai1，越南語：Sĩ Huy；165年—227年），蒼梧郡廣信人，東漢末年至三國時代交州政權的君主。士燮的第三子。
226年，其父士燮病死，士徽繼任統治交趾。孫權認為交趾路途險遠，於是分合浦郡以北設立廣州，任命呂岱為廣州刺史；交趾以南為交州，由戴良為交州刺史。同時，士徽被免去交趾太守一職，改任安遠將軍領九真太守，調至更加南方的地區；取代士徽的則是孫權的親信陳時。此事引起了士徽的不滿，於是發兵阻止戴良和陳時赴任。
有一个士徽的官吏叫做桓邻，叩头告诉士徽应该迎接戴良，却被士徽发怒笞杀。桓邻之兄的儿子桓发派亲族军队攻击，几个月没能攻下，于是双方约定和亲作罢。
与此同时，孫權派呂岱前往诛杀士徽等人。呂岱透過士徽的堂弟士匡告訴士徽，欺騙他說，若他投降，孫權將予以赦免。士徽見守城無望，在兄長士祗的勸說下開城投降，兄弟等六人赤裸出降。呂岱令他们穿上衣服，第二天設宴招待士氏一族，當眾宣讀孫權的詔書，历数士徽的罪过。兵士就將士氏一族全部拉出斬首，并把首级送往武昌。士壹和士䵋被赦免，然而与士燮的儿子士廞都被免为庶人。过了几年之后，士壹和士䵋也因犯法被诛杀了。士廞因病身亡，没有留下子嗣。

## 家屬
- 祖 士賜
- 父 士燮
- 叔
  - 士壹
  - 士䵋
  - 士武
- 兄弟
  - 兄 
    - 士廞
    - 士祗

  - 弟
    - 士幹
    - 士頌
- 堂弟 士匡